# Club Deportivo Ciudadelas del Norte
El Club Deportivo Ciudadelas del Norte, mayormente conocido como Ciudadelas del Norte, es un club de fútbol profesional ecuatoriano originario del cantón La Troncal, provincia del Cañar. Fue fundado el 1 de enero del 2013,  convirtiéndose en animador en el fútbol provincial. Actualmente juega en la Segunda Categoría de Ecuador.
Está afiliado en la Asociación de Fútbol del Guayas. 

## Datos del club
- Participaciones en Segunda Categoría: 10 (2013 - 2019; 2022 - 2023; 2025 - presente)
- Participaciones en Copa Ecuador:

## Palmarés

#### Torneos provinciales
| Competición                  | Competición | Títulos     | Subcampeonatos    |
| ---------------------------- | ----------- | ----------- | ----------------- |
| Segunda Categoría del Cañar  | (2/3)       | 2013, 2015. | 2014, 2016, 2023. |
| Segunda Categoría del Guayas | (0/0)       |             |                   |
| Torneo AFG Sub-12            | (0/0)       |             |                   |